# Pīleh Dārbon
Pīleh Dārbon (persiska: پیله داربن) är en ort i Iran.   Den ligger i provinsen Gilan, i den nordvästra delen av landet, 240 km nordväst om huvudstaden Teheran. Antalet invånare är 809.
Terrängen runt Pīleh Dārbon är platt. Runt Pīleh Dārbon är det tätbefolkat, med 659 invånare per kvadratkilometer. Närmaste större samhälle är Rasht, 5,9 km söder om Pīleh Dārbon. Runt Pīleh Dārbon är det i huvudsak tätbebyggt.